# Iglesia de la Asunción de Nuestra Señora (Barajuén)
La iglesia de la Asunción de Nuestra Señora es un edificio situado en la anteiglesia española de Barajuén, en la provincia de Álava.

## Descripción
El edificio se encuentra en la anteiglesia española de Barajuén, del municipio de Aramayona, perteneciente a la provincia de Álava, en la comunidad autónoma del País Vasco. Se menciona como iglesia parroquial del lugar en el tercer volumen del Diccionario geográfico-estadístico-histórico de España y sus posesiones de Ultramar de Pascual Madoz, donde aparece descrita con las siguientes palabras: «La igl. parr. (Asuncion de Ntra. Sra.) esta servida por 1 cura y beneficiado con título perpetuo de presentacion del ordinario». En el tomo de la Geografía general del País Vasco-Navarro dedicado a Álava y escrito por Vicente Vera y López, se dice lo siguiente: «El templo parroquial está dedicado á la Asunción de Nuestra Señora, es de categoría rural de segunda clase y pertenece al arciprestazgo de Villarreal».